# Gelasia Ceballos Gómez
Gelasia Ceballos Gómez (1903-1951), indígena popoluca, nacida en Sayula de Alemán, fue la primera presidenta municipal del Estado de Veracruz, del municipio de Sayula de Alemán, elegida en 1949 (según consta en la Gaceta Oficial del Estado del 26 de noviembre de 1949), cargo que ejerció hasta 1951, año de su muerte, con lo que dejó inconcluso el trienio para el que había sido elegida, de 1950 a 1952.

## Biografía
Según el historiador Javier Sulvarán, principal estudioso de Gelasia Ceballos, sus padres fueron Celsa Gómez y Federico Ceballos. Tras la muerte de la madre en 1912, el padre la llevó a vivir a la ciudad de Coatzacoalcos, y después se trasladaron a la Ciudad de México, en donde se encontró con Miguel Alemán Valdés (originario también de Sayula de Alemán), de quien Gelasia fungió como asistente personal y secretaria particular, lo que facilitó su postulación para ocupar el cargo.
Además de la importancia que esto en sí mismo representa, al ser la primera presidenta municipal del Estado de Veracruz, el hecho destaca pues se dio antes de que se aprobara el sufragio femenino, en 1953. Hasta el presente año 2019, se creía que Amelia Cerecedo Castillo había sido la primera alcaldesa en el estado de Veracruz, pero en el contexto de la organización de la exposición Veracruzanas en el siglo XX , un integrante del equipo del Archivo General encontró en la oficina de Archivos Gráficos del Archivo General del Estado de Veracruz Archivado el 26 de octubre de 2019 en Wayback Machine., la información sobre el mandato de Gelasia, con lo que se pudo verificar que ella fue la primera presidenta municipal del Estado de Veracruz.
Una población de Sayula de Alemán, también conocida como El Azufre, lleva el nombre de Gelasia Ceballos.  

## Obras
Destaca que fue impulsora de la denuncia al maltrato a la mujer indígena veracruzana. 